# Иноуэ, Эцуко
Эцуко Иноуэ (яп. 井上悦子, в замужестве Канесиро; род. 18 октября 1964, Накано, Токио) — японская теннисистка. Чемпионка Азиатских игр 1982 года в одиночном разряде, победительница двух турниров тура Virginia Slims, участница Олимпийских игр 1984 и 1988 годов.

## Игровая карьера
Уже в июле 1982 года 17-летняя Эцуко Иноуэ дебютировала в составе сборной Японии в Мировой группе Кубка Федерации, где провела три парных встречи с Масако Янаги. Осенью того же года на Азиатских играх она завоевала медали в каждом из разрядов на теннисных соревнованиях — золото в одиночном разряде, серебро в миксте и бронзу в женских парах и командных соревнованиях.
В октябре 1983 года Иноуэ добилась высоких результатов на турнирах тура Virginia Slims у себя дома в Японии. Сначала она дошла до полуфинала на турнире Borden Classic в Токио, а спустя две недели стала победительницей Открытого чемпионата Японии. На следующий год, после того, как команда Японии в Кубке Федерации проиграла в первом круге гречанкам, Иноуэ сыграла решающую роль в успешном выступлении своей сборной в утешительном турнире, в частности, принеся ей по два очка (в одиночном и парном разрядах) в полуфинале и финале против мексиканской и бразильской сборных. Она представляла Японию на показательном теннисном турнире Лос-Анджелесской Олимпиады, а в октябре завоевала свой второй титул на турнирах Virginia Slims, выиграв турнир Borden Classic.
Иноуэ оставалась бессменной участницей сборной Японии в Кубке Федерации вплоть до 1989 года, дважды (в 1985 и 1989 годах) пробиваясь с ней во второй круг Мировой группы. В общей сложности она провела за японскую команду 30 игр в 20 матчах, одержав победу в 5 из 15 встреч в одиночном разряде и в 8 из 15 в парах. В 1988 году она вторично представляла Японию на Олимпийских играх — на этот раз в Сеуле, где пробилась во второй круг в парном разряде. Её лучшим результатом на турнирах Большого шлема стал выход в полуфинал Открытого чемпионата Австралии 1987 года в паре с гонконгской теннисисткой Патрисией Хай. Уже в первом круге они победили посеянных пятыми Розалин Фэрбенк и Элис Берджин, а затем ещё две пары, прежде чем уступить первой посеянной паре и будущим чемпионкам Мартине Навратиловой и Пэм Шрайвер. После этого Иноуэ достигла 34-го места в рейтинге WTA среди игроков в парном разряде, а свою высшую позицию в одиночном разряде — 26-ю — заняла в марте 1988 года. Она завершила выступления в профессиональных теннисных турнирах в 1991 году.

## Положение в рейтинге в конце сезона
| Разряд           | 1983 | 1984 | 1985 | 1986 | 1987 | 1988 | 1989 | 1990 |
| ---------------- | ---- | ---- | ---- | ---- | ---- | ---- | ---- | ---- |
| Одиночный разряд | 80   | 68   | 98   | 80   | 30   | 52   | 68   | 71   |
| Парный разряд    | —    | —    | —    | 120  | 57   | 204  | 608  | 211  |

## Финалы турниров Virginia Slims

### Одиночный разряд (2-0)
| Результат | №  | Дата            | Турнир                           | Покрытие | Соперница в финале | Счёт в финале |
| --------- | -- | --------------- | -------------------------------- | -------- | ------------------ | ------------- |
| Победа    | 1. | 17 октября 1983 | Открытый чемпионат Японии, Токио | Хард     | Шелли Соломон      | 7-5, 6-1      |
| Победа    | 2. | 1 октября 1984  | Токио (Borden Classic)           | Хард     | Бет Херр           | 6-0, 6-0      |